# منطقه کلان‌شهری مونیخ
منطقه کلان‌شهری مونیخ (به آلمانی: Metropolregion München) یکی از یازده منطقه کلان‌شهری آلمان است. این ناحیه کلان‌شهری نزدیک به شش میلیون تن جمعیت داشته و در ایالت بایرن قرار دارد.